# 2020年長江口碰撞事故
2020年長江口碰撞事故是2020年8月20日凌晨發生於長江口的一起兩船碰撞事故。事故造成12人遇難，2人失蹤，3人獲救。

## 事故
2020年8月20日凌晨3点39分，一艘裝載约3000吨汽油的辽宁锦州籍运油船“隆庆1”与江苏南京籍砂石货船“宁高鹏688”（以“顺达11”名义航行）於中華人民共和国上海市长江口灯船东南约1.5海里处发生碰撞，油船甲板隨後起火，而砂石料船在受到撞擊後沉没，油船上有14人，砂石料船上有3人。事故发生后，上海海上搜救中心派出救助直升机和搜救船等船隻前往事故現場撲滅火災和搜救落水人員，並發佈航行警告，设置沉船AIS虚拟应急示位标，划定现场警戒区域。生态环境部门則對失事海域开展监测。截至20日上午8时，兩船中有3人獲救，其中1人送醫治療，另有14人失踪。8月21日5时15分，“海巡01”、“东海救101”和“东海救102”开始对油輪船体喷洒海水，之後“东海救102”、“中化应急”和“沪消5”等3艘船舶对油船進行泡沫饱和攻击灭火。8月21日中午，油船明火已被撲滅。搜救船繼續對油船船体進行持续喷水降温。救助直升机、海事固定翼飞机則持續搜尋失蹤人員。
8月22日6時15分，“東海救101”與“東海救102”釋放救助艇，6名搜救隊員登上油船搜尋。8時48分，发現8名遇難者遺體。10時37分，“東海救101”拖住油船駛往安全水域。同時15艘船舶、救助直升機和固定翼飛機繼續搜尋失蹤人員。8月27日，交通运输部于新闻发布会上通报截至8月24日10时救起3人，发现9具遗体，失联5人，事故中砂石料船为违法“套牌”船，在AIS系统显示船名为“顺达11”，实际登记船名則为“宁高鹏688”。8月30日，完成“隆庆1”应急抽油过驳作业后将难船拖带进入港口。9月29日，交通运输部海事局下发的通知提到本次事故造成12人死亡，2人失踪。11月5日，上海海事局发布对“宁高鹏688”轮进行沉船解体打捞作业的消息。